# Birgolamm
Birgolamm är en sjö i Torsby kommun i Värmland och ingår i Glommas huvudavrinningsområde.